# فيكتورسبرغ
فيكتورسبرغ (بالألمانية: Viktorsberg) هي بلدية في منطقة فيلدكيرخ في ولاية فورارلبرغ النمساوية.